# 南湖路湘江隧道

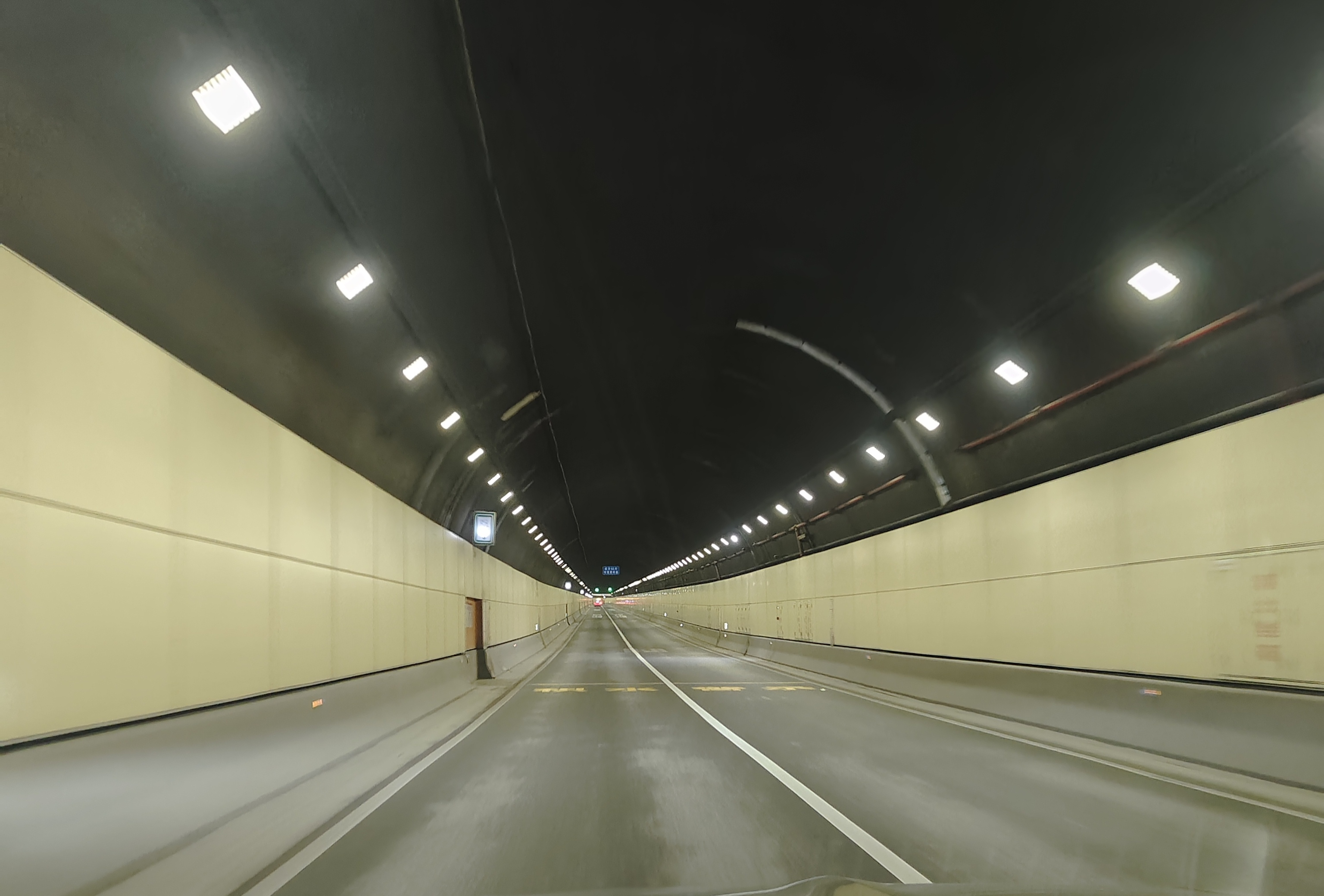
南湖路隧道内景

南湖路湘江隧道为湖南省长沙市穿越湘江的公路隧道，位于橘子洲以南、猴子石大桥以北，西接阜埠河路、东接南湖路。隧道南距猴子石大桥约3公里，北距橘子洲大桥约3.4公里，江中段位于橘子洲头以南约100米。隧道在湘江河床下7米至20.94米间穿越，在河道东汊距离湘江底最浅处约7米。隧道西起阜埠河路和潇湘路交叉口，并与潇湘路互通，下穿湘江、湘江路后与南湖路相接。隧道采用双管单层型式，内径10米、外径11米，建筑限界9×4.5米，分为南北两线穿越湘江，其中主线单洞合计长约2956米（南北线合计），匝道合计长约2912米。隧道主线设计行车速度50公里/小时，匝道行车速度40公里/小时。工程总投资估算为12.98亿元，其中工程建安费估算约9.2亿元。2010年9月27日开工建设，2013年12月25日竣工。